# Kurdamir
Kurdamir (azeră Kürdəmir) este un oraș din Azerbaidjan. Kurdamir ca centru a fost fondată în 1730. Distanța intre Baku și Kurdamir este de 189 km.